# Benkovich Ágoston
Benkovich Ágoston (Nyitraapáti, 1632 – Nagyvárad, 1702. október 28.) nagyváradi püspök 1681-től haláláig.

## Élete
A Felvidéken született 1632-ben. 1652-ben belépett a pálos rendbe. Miután a német bodendorfi kolostorban letette szerzetesi fogadalmát, Rómába ment tanulmányainak folytatására. 
1658-ban tért vissza Magyarországra, és az ország északi részén folytatott hittérítői munkát. Később a tőketerebesi kolostor perjelévé, 1676-ban pedig a pálos rend főnökévé és generálisává választották. I. Lipót magyar király 1682-ben a nagyváradi püspökségre nevezte ki, ezt azonban csak 1691-ben foglalhatta el a Thököly Imre-féle mozgalmak miatt.
1699. december 2-án megalapította kisgimnáziumként a nagyváradi premontrei gimnáziumot, amely 1735-ben bővült hatosztályos gimnáziummá.
1702-ben hunyt el, egyházmegyéjének 20 évnyi kormányzása után.